# Kiseru

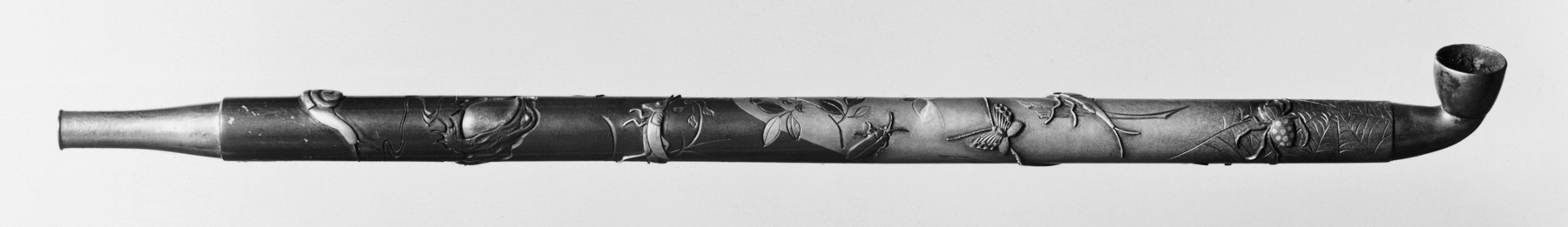
Kiseru orné d'animaux du bord de l'étang (argent-cuivre, argent, or, alliage de cuivre), Chomonken Masakatsu, époque Edo (Walters Art Museum, Baltimore).

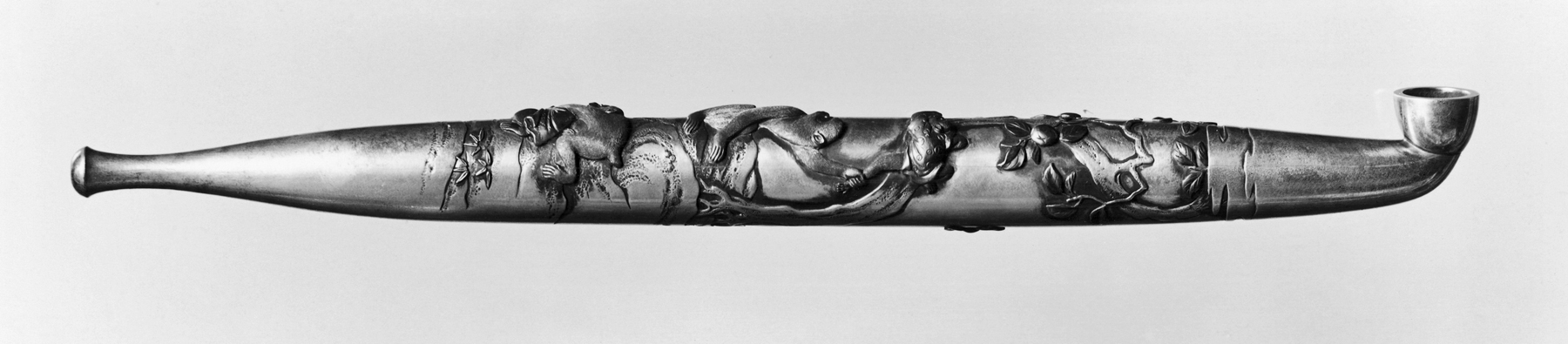
Kiseru orné de singes récoltant des kakis (argent, or, alliage de cuivre), Chomonken Masakatsu, époque Edo (Walters Art Museum, Baltimore).

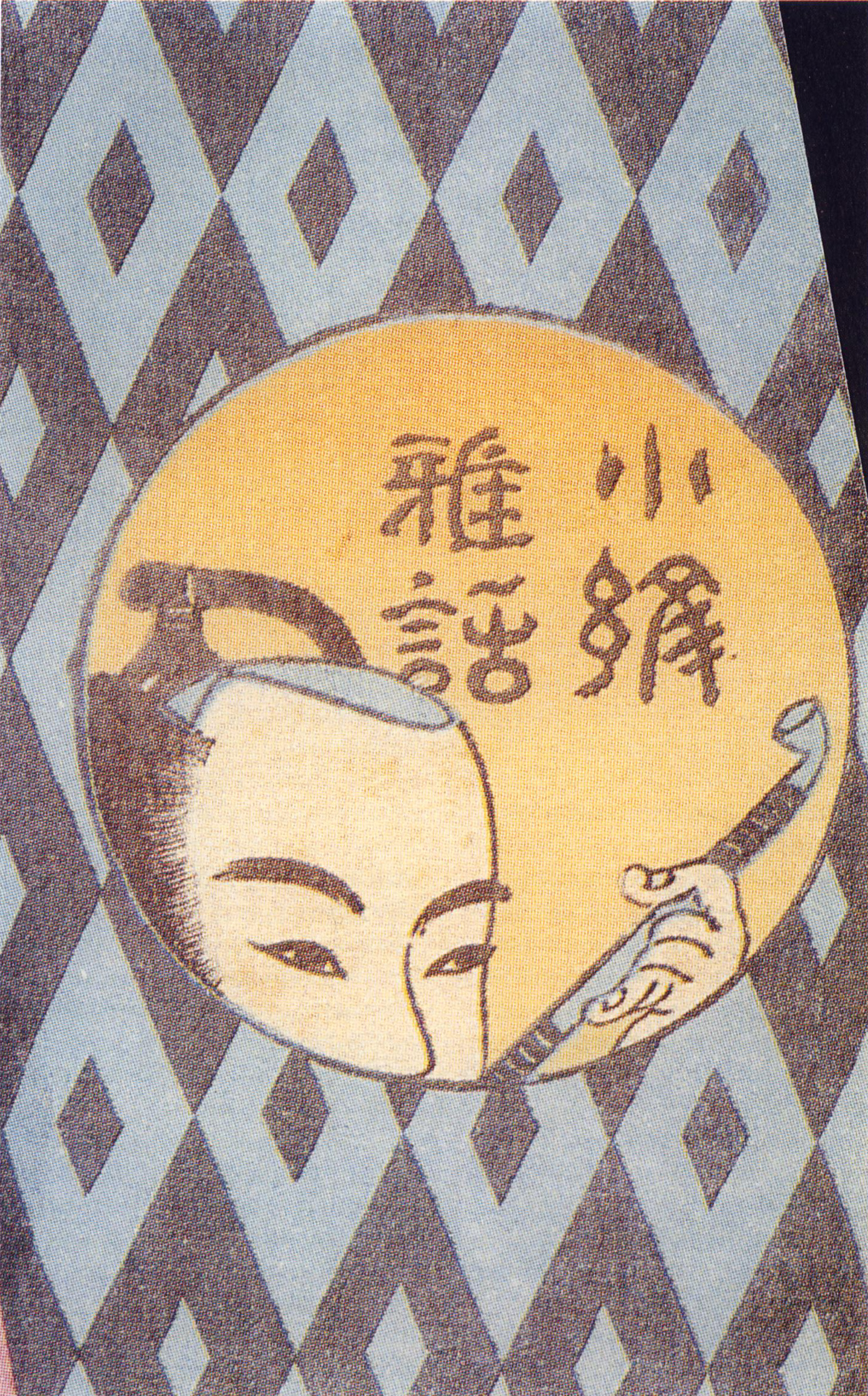
Kiseru en couverture du roman ' de Santō Kyōden, 1790.

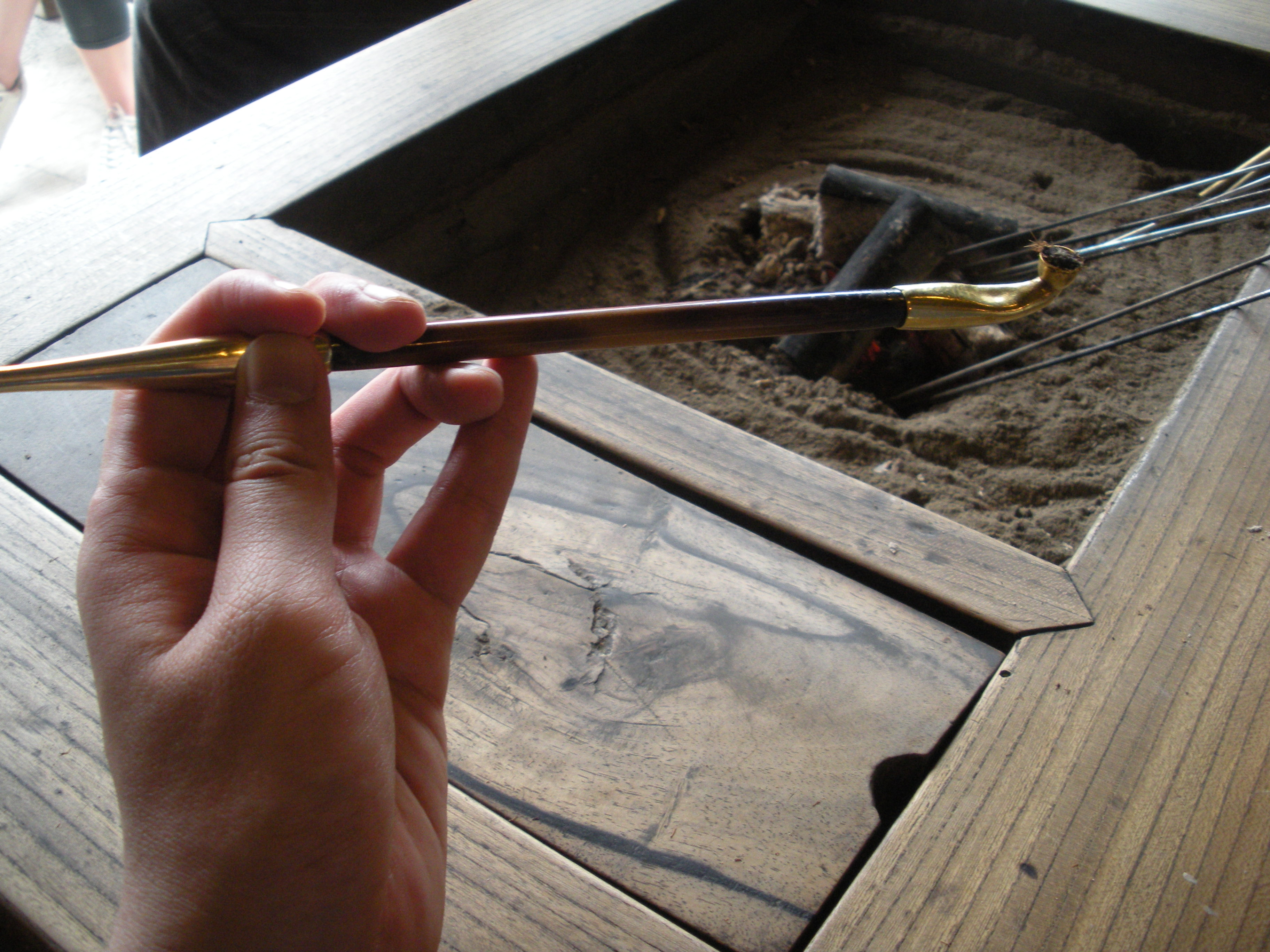
Kiseru et tabako-bon (nécessaire à kiseru).

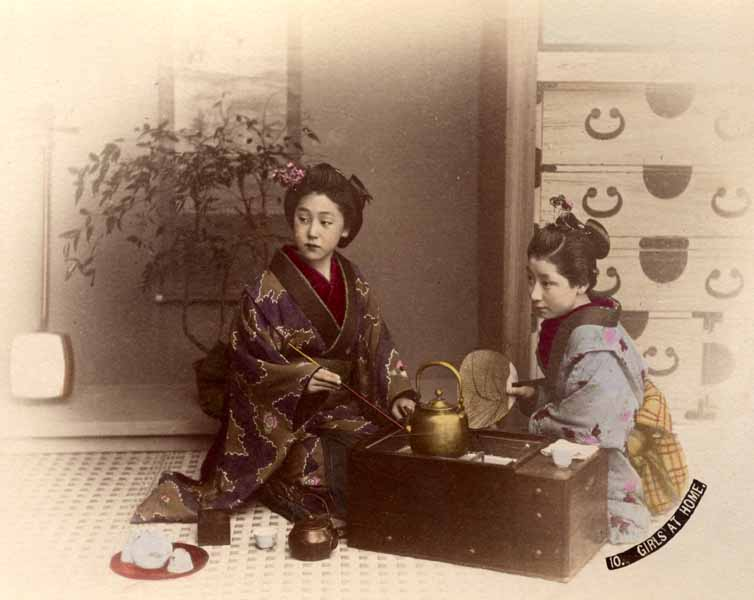
Femmes fumant à la maison (Girls at home) par Kusakabe Kimbei (tirage albuminé rehaussé, vers 1880).

Le kiseru (煙管) est une pipe traditionnelle japonaise, longue et fine, de bambou ou métallique. Le kiseru permet de fumer un tabac à coupe très fine (« fin comme des cheveux ») : le kizami.
Le kiseru peut éventuellement être utilisé pour fumer de l'opium, du haschich et de la marijuana.

## Étymologie
L'origine du mot est incertaine. Kiseru viendrait du mot ksher (ou khsier) de la langue khmer du Cambodge, en relation avec les grandes cultures de chanvre du pays. D'autres sources donnent une origine portugaise au terme, les Portugais ayant apporté le tabac au Japon vers 1570.

## Description
À la différence de la pipe occidentale, le kiseru a un petit embout et un très petit fourneau, le tuyau est plus long et majoritairement fabriqué en bambou. Le bol et le bec sont généralement en laiton ou en alliage. Certains kiseru sont entièrement métalliques voire en terre cuite.
L’Américain Thomas Stevens fit le premier tour du monde à bicyclette entre 1884 et 1886 et il évoque les kiseru : « Tout le monde fume au Japon, aussi bien les femmes que les hommes. La pipe commune dans le pays est un petit tube en laiton d’une quinzaine de centimètres dont l’extrémité en coude est élargie pour former un bol. Ce bol ne peut contenir qu’une petite quantité de tabac. Quelques bouffées, un petit coup précis sur le bord du brasier pour faire tomber le résidu et la pipe est re-remplie, encore et encore, jusqu’à ce que le fumeur soit satisfait. Les filles qui attendent dans les yadoya et maisons de thé rangent leur tabac dans les grandes poches de leur manche, leur pipe parfois enfoncée dans leur écharpe ou dans leur ceinture, parfois enfoncée dans l’arrière de leur chevelure. » (Extrait de Around the World on a Bicycle de Thomas Stevens.)

### Parties
Ces parties sont fabriquées en bambou (rau kiseru) ou en métal (nobe kiseru) :
- rau (羅宇) ou rao : tuyau de la pipe,
- suikuchi (吸口) : bec du kiseru,
  - koguchi (小口) : ouverture du bec (suikuchi) dans laquelle on insère le tuyau de la pipe,
  - kuchimoto (口元) : extrémité du bec (suikuchi) portée à la bouche,
- gankubi (雁首, cou d’oie) : extrémité métallique qui s’emboîte sur le tuyau (rau) et  termine avec le bol (hizara), 
  - dô (胴, corps ou buste) : la partie antérieure du gankubi avant le bol (hizara),
  - hizara (火皿, plat à feu) : le fourneau, petit bol à l’extrémité du kiseru dans lequel on place le tabac fin, kizami.

### Accessoires
- Kizami tabako (刻み煙草, tabac haché) : selon un processus traditionnel de préparation et hachage du tabac très fin, convenant bien aux petits bol des kiseru ; koiki 小粋 (Japon), kurofune (Belgique) et takarabune (Belgique) sont trois seules marques de tabac kizami.
- Kiseru tsutsu (煙管筒) : tube à kiseru ou kiseru-ire.
- Kiseru-ire (煙管入れ, étui à kiseru) : existe en divers matériaux (cuir, tissu, bois, corne, ivoire, etc.).
- Tabako-ire (煙草入れ ou kamasu),  tabatière : ensemble avec le kiseru-ire (étui à kiseru).  Les tabako-ire se présentent comme :
  - hitotsu-sage : tabako-ire seul, sans kiseru-ire, accroché avec un netsuke,
  - sage : hitotsu-sage avec kiseru-ire,
  - kaichû (懐中, dans la manche/poche) : sorte de tabako-ire. Les femmes et les samouraïs rangeaient les kaichû dans leurs manches, tabako-ire et kiseru-ire indépendants,
  - koshi-sashi : tabako-ire et kiseru-ire glissés sous la ceinture du kimono.
- Tabako-bon 煙草盆, plateau à tabac : tous les éléments nécessaires pour utiliser le kiseru avec hi-ire (foyer pour allumer le kiseru), hai-otoshi (cendrier), 
  - hi-ire (火入れ, foyer) : élément du tabako-bon où sont les braises pour maintenir le kiseru allumé,
  - hai-otoshi (灰落し, cendrier) : élément du tabako-bon, souvent en bambou, servant à recueillir les cendres. Pour faire tomber les cendres de tabac, le kiseru est frappé au niveau du gankubi sur le hai-otoshi.
- Netsuke (根付) : petits objets souvent sculptés permettant d’accrocher des objets à la ceinture de kimono (obi),
- Koshi-sashi (腰差し) : la tabatière pendante enfoncée dans l’étui du kiseru sous la ceinture du kimono.

Le tabako-ire et le kiseru-ire sont indépendants et ne sont pas obligatoirement attachés l’un à l’autre et parfois, ils ne sont même pas assortis.

### Formes
- Rau kiseru (羅宇きせる ou rau giseru 羅宇ぎせる) : kiseru comportant trois parties (suikuchi, rau, gankubi), à la différence des nobe kiseru d’un seul tenant,
  - joshin (女信) : sorte de rau kiseru très répandu,
  - sekishū (石州) : modèle le plus simple et le plus répandu des rau kiseru, du célèbre maître de thé japonais Sekishū qui affectionnait cette forme,
  - kōdaiji (光大寺) : rau kiseru dont les embouts forment un renflement.
- Nobe kiseru (延べきせる ou nobe giseru, 延べぎせる) : kiseru simple d’un seul tenant, entièrement en métal. Nobe signifie qu’il s’agit d’un kiseru fabriqué à partir d’une plaque de métal. Objet de luxe développé durant l’époque d’Edo.
- Tazuna (手網 ou tazunagata, 手網形) : modèle particulier de kiseru généralement en métal, entièrement torsadé.
- Natamame (鉈豆 ou 刀豆) : forme plate pour pouvoir se glisser facilement dans la ceinture du kimono.
- Hitotsu-sage (一つ提げ) : comme la tabatière seule, sans étui à kiseru et accrochée avec un netsuke.
- Kenka kiseru (ou kenka giseru, 喧嘩煙管, pipe de bagarre) : gros kiseru servant à l'époque d'Edo d'arme en remplacement des sabres alors interdits aux gens ordinaires. Ils étaient portés comme un sabre, glissés au côté sous la ceinture du kimono et utilisés comme armes de poing.

Le kiseru a évolué avec l'équipement et l'utilisation de l'encens associé au kodo. Le ko-bon, bac d'encens, devient le tabako-bon, un plateau de tabac. L'encensoir évolue en un pot à feu de charbon de bois pour le tabac. Le pot à encens devient un pot pour contenir les cendres.

## Historique

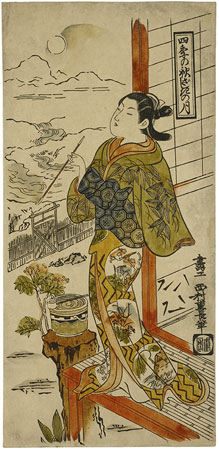
Shiki no aki zashiki no tsuki (Quatre saisons : lune d'automne de la chambre de réception), par Nishimura Shigenaga (1725-1730).

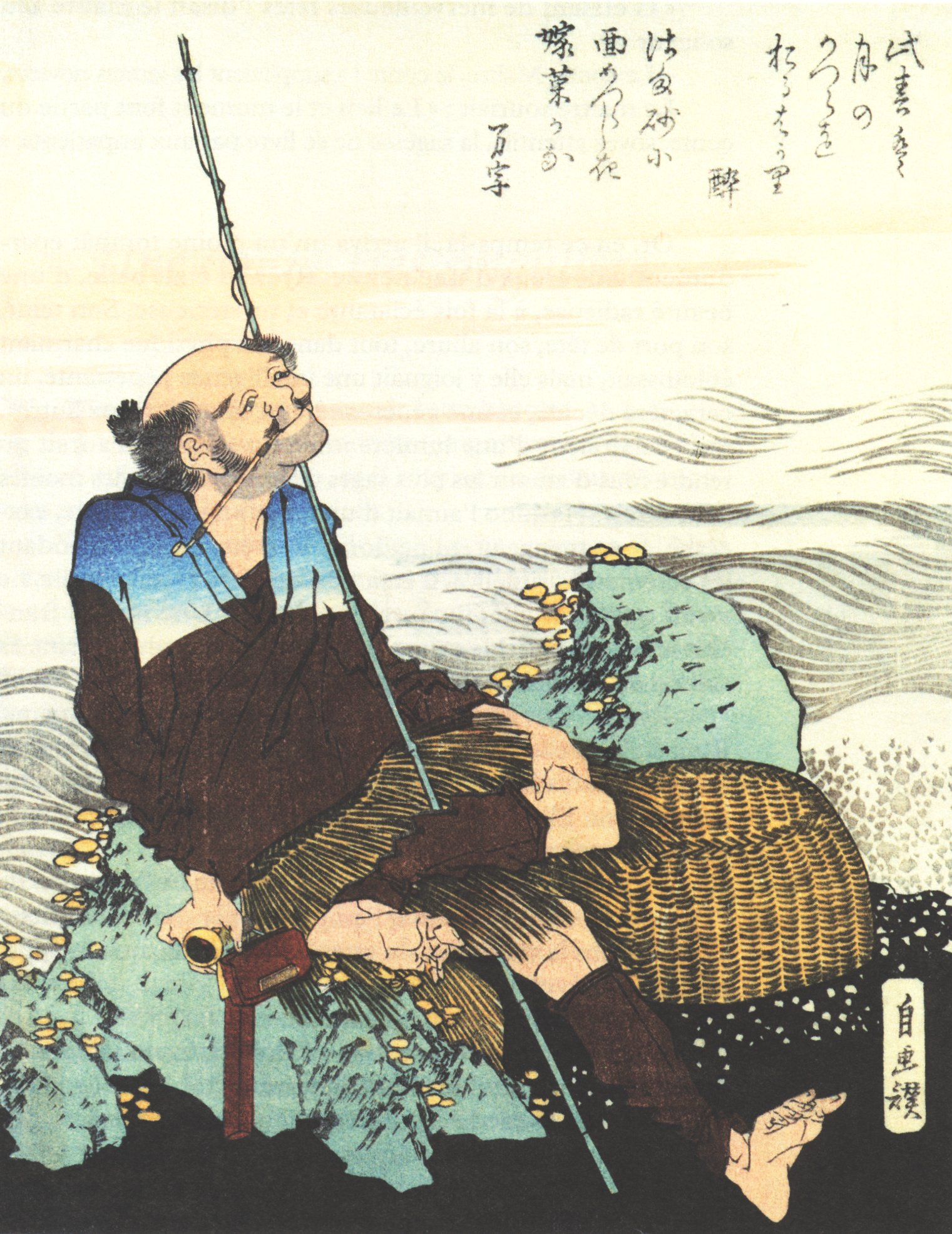
Kakuban surimono, pêcheur sur un rocher fumant un kiseru, par Katsushika Hokusai.

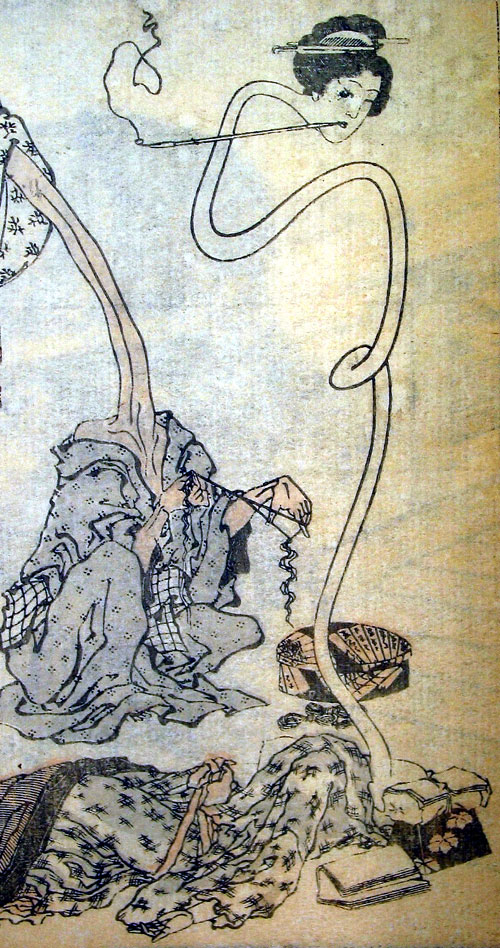
Couple de rokurokubi (轆轤首), la femme avec un kiseru par Katsushika Hokusai.

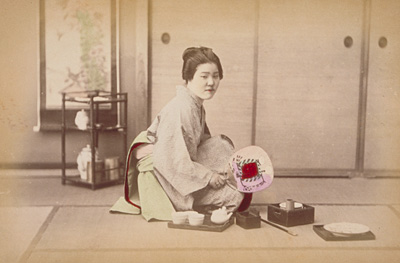
Japonaise et matériel pour fumer, attribué à Adolfo Farsari (période Meiji).

Dans la seconde moitié du XVIe siècle, les Portugais introduisent le tabac au Japon. Les Japonais adoptent rapidement l'usage du tabac malgré la prohibition et la production et la consommation de tabac se développent. Dès la fin du XVIe siècle, le kiseru sert à le fumer.
Pendant près de trois siècles, le kiseru est quasiment la seule façon de fumer le tabac au Japon.
L’époque d’Edo (1603-1868) est la grande époque des kiseru. Au début du XVIIe siècle, les interdictions levées, l'usage du tabac est implanté dans toutes les classes sociales comme un bien de consommation de luxe. C’est à l'époque de l’usage des kiseru et du tabac kizami, taillé très finement. La haute société pratique la cérémonie du tabac ou voie du tabac (tabako-dō, 煙草道). Comme pour la cérémonie du thé, chanoyu, des règles de politesse et de bienséance sont fixées (les bonnes manières pour recevoir et donner le kiseru).
Les règles consistent à avoir préparé le tabako-bon (nécessaire à kiseru) pour l'invité qui ne fume pas avant l’arrivée du maître des lieux. À son arrivée, le maître des lieux propose : « Je vous en prie, fumez donc. » L’invité décline poliment en disant : « Je vous en prie, c’est au maître des lieux de commencer. » Cet échange de politesses se répète. Le maître des lieux sort alors un papier traditionnel (washi) avec lequel il essuie soigneusement le kiseru et le tend à l'invité en disant : « Je vous en prie, utilisez cela. » L’invité peut alors commencer à fumer en complimentant le bon goût du tabac servi.
Vers la mi-Edo, les Japonais souhaitent fumer en dehors de chez eux. Il se développe alors différents objets dont les tabako-ire (tabatières). En fin d'études, il est fréquent de recevoir un tabako-ire. Le port à la ceinture du kimono devient une marque sociale, un accessoire qui permet aux jeunes de signifier leur passage à l'âge adulte. Il est également à la mode pour les riches jeunes gens de posséder un nobe kiseru en argent. La représentation relativement fréquente de kiseru dans les estampes de l’époque d’Edo signale de l’importance de l'objet dans la vie quotidienne.
Vers la restauration de Meiji, tournant dans la culture japonaise, les cigarettes importées d’Occident ou de Russie, puis japonaises, deviennent très populaires (1868-1872). La nouvelle ouverture vers l’étranger permet aux Japonais d'assouvir leur curiosité envers l’Occident. À partir de l'ère Taishō (1912-1926), les cigarettes prennent définitivement le dessus au détriment des kiseru même s'ils restent encore populaires. En 1929, il y a encore 190 ateliers et près de 400 artisans qui produisent des kiseru. Actuellement, il ne reste qu’un seul véritable atelier.
Dernièrement cependant, il semble y avoir un retour des kiseru. La production de tabac kizami, disparue en 1979, a repris. Les jeunes Japonais redécouvrent le kiseru. Feuilletons et mangas historiques où les personnages fument le kiseru participent à ce renouveau.
À la suite d'un épisode de grêle, en 1954, dans la région d’Ibaraki, sur le mont Kaba-san à Ishioka, se tient un festival du kiseru (kiseru matsuri). Chaque année, en montagne, un kiseru de 60 kg et 2,6 m de longueur est transporté à dos d'hommes lors de rituels shintō. Après le sauvetage miraculeux d'une récolte de tabac de la région, un kiseru géant de 3,5 mètres en bambou et en tôle avait été porté en offrande par les paysans au sanctuaire shintō. En 1964, un autre grand kiseru symbolique, confectionné par la fabrique Murata en cessant la fabrication a été offert au sanctuaire.

## Culture classique
L'art de fumer (tabako-dō 煙草道) au Japon a permis le développement artistique des kiseru et des accessoires depuis l'époque d'Edo, comme les étuis à kiseru (kiseru-ire), les tabatières (tabako-ire), l'ensemble des nécessaires pour fumeurs (tabako-bon).
Après la restauration Meiji et la fin des castes, des artisans qui travaillaient aux sabres de décoration développent des kiseru netsuke. Les kiseru artistement gravés ou décorés par des artisans qualifiés sont un symbole de statut social du propriétaire.
Les représentations picturales, estampes en particulier, ne manquent pas :
- Kiseru o motsu onna par Utagawa, Toyokuni, vers 1777-1835 (femme au bord de l'eau fumant avec un kiseru ;
- portrait de Takashima Ohisa tenant un kiseru de Torii Kiyomasa (vers 1790) ;
- homme assis sous une moustiquaire, une pipe a la main gauche et parlant avec une jeune femme agenouillée, de Torii Kiyomasa, 1784 (Museum of Fine Arts, Boston) ;
- Katsushika Hokusai : par exemple, un couple de rokurokubi dont la femme avec un kiseru.

## Culture populaire

### Arme etkiseru-jutsu
Les roturiers n'étant pas autorisés à porter des armes, un kiseru en bandoulière pouvait en faire office. 
Avec des extrémités métalliques, le kiseru peut être utilisé comme arme. Les bandits samouraïs kabuki-mono de la période Edo s'en servaient ainsi.
L'art de manier le kiseru comme une arme s'appelle le kiseru-jutsu. Des kiseru spéciaux pour cet art de combat mesurent 1,20 mètre de long.

### Tenue dukiseru
Les prises en main traditionnelles du kiseru sont attribuées dans le kabuki (歌舞伎, théâtre traditionnel) à différentes catégories comme les citadins (町人, chōnin), les tenanciers de tripots (博徒 bakuto), par les samouraïs (武士, bushi) ou les paysans (農民, nōmin). Le kiseru est tenu au niveau du bec (suikuchi) par le tenancier de tripot et au niveau du tuyau (rau) par un citadin.
Récemment, les jeunes Japonais utilisent les kiseru en enfonçant un bout de cigarette coupée dans le bol (hi-zara) ou en utilisant le bec (suikuchi) comme un fume-cigarette.

### Manga etanime
Au début du XVIIe siècle, le kiseru était devenu assez populaire pour être mentionné, y compris dans certains manuels bouddhistes pour les enfants. À la période contemporaine, le kiseru fait partie des accessoires de la panoplie des héros et héroïnes des mangas et autres anime (dessins animés) :
- dans la série de jeux vidéo Ganbare Goemon, le héros éponyme possède comme arme de base un kiseru ;
- le manga et l'anime Naruto montre le héros invoquant Gamabunta, une grenouille rouge géante qui fume un kiseru ;
- Happosai dans Ranma 1/2 fume de temps à autre un kiseru ;
- Kyo (et d'autres personnages) dans Samurai Deeper Kyo fume lui aussi souvent le kiseru ;
- dans Bleach, Kūkaku Shiba, l'artificière qui envoie la fine équipe dans l'enceinte des shinigami fume un kiseru ;
- Pinako Rockbell fume un kiseru dans Fullmetal Alchemist ;
- dans Gintama, les personnages Tsukuyo, Takasugi et Kouka fument un kiseru ;[réf. nécessaire]
- Tomoe, le renard du manga Kamisama Hajimemashita (Divine Nanami) fume avec un kiseru ;
- dans xxxHOLiC de CLAMP, Yûko Ichihara fume régulièrement le kiseru. Kimihiro Watanuki s'y mettra en reprenant la boutique de Yûko.
- dans Dragon Ball, maître Kamé Sennin fume également le kiseru.